# San Vito (Sardenya)
San Vito (en sard, Santu 'Idu) és un municipi italià, dins de la província de Sardenya del Sud. L'any 2007 tenia 3.895 habitants. Es troba a la regió de Sarrabus-Gerrei. Limita amb els municipis de Burcei, Castiadas, Muravera, Sinnai, Villaputzu i Villasalto.

## Administració
| Període | Identitat         | Partit        |
| ------- | ----------------- | ------------- |
| 2006-   | Patrizio Buccelli | Llista cívica |

## Personatges il·lustres
- Antoni Cuccu, poeta i editor en sard